# Sedlena Greda
Sedlena Greda – szczyt w paśmie Durmitor, w Górach Dynarskich, położony w Czarnogórze. Leży na południowy zachód od Bobotov Kuk.